# Eteobalea teucrii
Eteobalea teucrii ist ein Schmetterling (Nachtfalter) aus der Familie der Prachtfalter (Cosmopterigidae).

## Merkmale
Die Falter erreichen eine Flügelspannweite von 16 bis 19 Millimeter. Der Kopf ist weiß und an den Seiten und hinten ockerfarben bis hellbraun. Die Fühler sind dunkelbraun. Das letzte Drittel kann undeutlich hell geringelt sein. Der Thorax ist schwarz. Das Abdomen ist an der Basis oberseits fahl bräunlich ockerfarben und an den Seiten mehr silbrig. Es ist im hinteren Teil und auf der Unterseite breit dunkelgrau gebändert. Die Beine sind cremeweiß und haben auf den hinteren Tibien und den basalen Gelenken der Tarsen dunkelgraue Bänder. Schuppen sind nur auf den distalen Gelenken zu finden. Die Bänderung ist bei den mittleren und hinteren Beinen deutlicher ausgeprägt. Die Vorderflügel sind breit und ähneln Eteobalea sumptuosella. Der zweite weiße Costalfleck ist jedoch größer und der darunter befindliche fahl goldene Fleck ist sehr klein. Der dritte weiße Costalfleck ist groß und apikal deutlich zugespitzt. Manchmal befindet sich direkt darunter ein fahl goldener Fleck. Am Apex befindet sich ein weißer Fleck, der gelegentlich mit einigen fahl goldenen Schuppen versehen ist. Die Vorderflügelunterseite glänzt braun, in der Mitte nahe der Flügelbasis befindet sich ein gelblich ockerfarbener Fleck. Die Hinterflügel glänzen bräunlich grau, sie sind an der Basis heller. Das Retinaculum ist gelb ockerfarben.
Bei den Männchen ist das Tegumen lang und nahezu parallelwandig. Die hintere Ausbuchtung ist V-förmig. Das rechte Brachium ist gerade und etwa dreimal so lang wie das linke. Es ist abgeplattet und weitet sich distal. Innen an der Basis befindet sich ein großer Lobus. Das linke Brachium hat einen ziemlich stumpfen Apex. Die Valven sind konkav und haben einen rundlichen Cucullus. Die rechte Valvella ist schmal und verjüngt sich allmählich zu einem stumpfen Apex. An der Innenseite befindet sich vor dem Apex eine kleine, stark sklerotisierte Leiste. Eine ähnliche Leiste befindet sich gegenüber auf dem röhrenförmigen Teil des Aedeagus. Der Aedeagus ist ziemlich schlank und gerade. Der röhrenförmige Teil ist lang und schmal, er verjüngt sich allmählich und hat eine scharfe Spitze.
Bei den Weibchen ist das 8. Segment kurz und breiter als lang. Das Ostium ist kreisförmig. Das Sterigma ist groß, kugelförmig und sklerotisiert. In Richtung des Ostiums verlaufen gekrümmte, sklerotisierte Leisten. Der Ductus bursae ist anderthalb mal so lang wie das Corpus bursae. Das Corpus bursae verengt sich hinten und hat einen langen, sich allmählich verjüngenden Fortsatz. Es sind zwei große, sichelförmige und unterschiedlich lange Signa ausgebildet.

### Ähnliche Arten
Eteobalea teucrii ähnelt Eteobalea klisieckii, ist aber kleiner und hat braune Vorderflügelunterseiten.

## Verbreitung
Eteobalea teucrii ist im Süden Spaniens und in Marokko beheimatet.

## Biologie
Die Raupen entwickeln sich an Teucrium fruticans, wobei von Februar bis August an Stängeln oder Zweigen längliche Pflanzengallen entstehen. Die Falter fliegen von September bis Anfang Oktober.

## Systematik
Aus der Literatur ist das folgende Synonym bekannt:
- Stagmatophora teucrii Walsingham, 1907

## Belege
1. 1 2 3 4 5 6 7  J. C. Koster, S. Yu. Sinev: Momphidae, Batrachedridae, Stathmopodidae, Agonoxenidae, Cosmopterigidae, Chrysopeleiidae. In: P. Huemer, O. Karsholt, L. Lyneborg (Hrsg.): Microlepidoptera of Europe. 1. Auflage. Band 5. Apollo Books, Stenstrup 2003, ISBN 87-88757-66-8, S. 144 (englisch).
2. ↑  Walsingham (1907): Descriptions of new species of Stagmatophora, H.-S. (Lepidoptera: Tineina). The Entomologist’s Monthly Magazine 43: S. 177–181.
3. ↑  Eteobalea teucrii bei Fauna Europaea. Abgerufen am 20. Februar 2012.